# Monaco-Marathon
Der Monaco-Marathon (französisch Marathon de Monaco et des Riviera) ist ein Marathon in Monaco, der seit 1997 von der Fédération Monégasque d’Athlétisme (FMA) ausgerichtet wird. Seit 2008 wird er im März ausgetragen, nachdem der Termin zuvor bis 2006 im November lag. Wegen der Terminverlegung fiel die Veranstaltung 2007 aus. Eine Besonderheit dieses Marathons ist, dass die Strecke durch drei Länder (Monaco, Frankreich und Italien) führt. Aufgrund der geringen Einwohnerzahl Monacos ist der Anteil einheimischer Teilnehmer sehr niedrig. Er lag 2009 bei etwa 3 %.
Im Rahmen der Veranstaltung findet seit 2003 auch ein 10-km-Lauf statt.
Da 2010 die französischen Kommunalwahlen auf den Austragungstermin am 21. März festgesetzt wurden, fand statt des Marathons ein Halbmarathon innerhalb der Grenzen Monacos statt. Es siegten der Deutsche Dennis Mehlfeld (1:08:56 h) und die US-Amerikanerin Heidi Freitag (1:25:32 h).

## Strecke
Der Marathon wird auf dem Boulevard Albert 1er gestartet und führt dann entlang der Côte d’Azur durch die französischen Orte Roquebrune-Cap-Martin und Menton weiter in das italienische Ventimiglia. Von dort verläuft der Kurs zurück nach Monaco zum Ziel im Stade Louis II. Auf der Strecke sind zahlreiche Tunnel zu passieren.

## Statistik

### Streckenrekorde
- Männer: 2:11:01, Ben Kimutai Kimwole (KEN), 2009
- Frauen: 2:28:16, Maura Viceconte (ITA), 1997

### Siegerliste
| Datum         | Männer                    | Nation    | Zeit    | Frauen                   | Nation    | Zeit    |
| ------------- | ------------------------- | --------- | ------- | ------------------------ | --------- | ------- |
| 22. März 2009 | Ben Kimutai Kimwole       | Kenia     | 2:11:01 | Belaynesh Bekele         | Äthiopien | 2:48:48 |
| 30. März 2008 | Geoffrey Kiprono Mutai    | Kenia     | 2:12:40 | Jelena Koschewnikowa     | Russland  | 2:41:22 |
| 12. Nov. 2006 | Wilfried Chelimo Cheseret | Kenia     | 2:17:21 | Lena Gavelin             | Schweden  | 2:39:29 |
| 13. Nov. 2005 | John Kirui                | Kenia     | 2:19:08 | Alina Gherasim           | Rumänien  | 2:43:44 |
| 14. Nov. 2004 | Andrei Tschernytschow     | Russland  | 2:22:13 | Marija Fedosejewa -2-    | Russland  | 2:41:18 |
| 16. Nov. 2003 | Francis Kemboi            | Kenia     | 2:20:09 | Jelena Kaledina          | Russland  | 2:44:40 |
| 17. Nov. 2002 | Tadesse Hailemariam       | Äthiopien | 2:14:09 | Marija Fedosejewa        | Russland  | 2:37:25 |
| 25. Nov. 2001 | Wilson Kibet              | Kenia     | 2:13:54 | Judit Földingné Nagy     | Ungarn    | 2:38:24 |
| 26. Nov. 2000 | Philip Tanui              | Kenia     | 2:18:35 | Jackline Jerotich Chebor | Kenia     | 2:34:04 |
| 21. Nov. 1999 | Kenneth Cheruiyot         | Kenia     | 2:11:26 | Alla Schiljajewa         | Russland  | 2:34:47 |
| 22. Nov. 1998 | Ezequiel Bitok -2-        | Kenia     | 2:11:48 | Jane Salumäe             | Estland   | 2:32:55 |
| 23. Nov. 1997 | Ezequiel Bitok            | Kenia     | 2:12:30 | Maura Viceconte          | Italien   | 2:28:16 |

### Entwicklung der Finisherzahlen
| Jahr | Marathon | davon Frauen | 10 km | davon Frauen |
| ---- | -------- | ------------ | ----- | ------------ |
| 2010 | 0619     | 110          | 0934  | 315          |
| 2009 | 0689     | 084          | 0995  | 304          |
| 2008 | 1081     | 152          | 1046  | 346          |
| 2006 | 1589     | 225          | 1226  | 388          |
| 2005 | 1400     | 185          | 1086  | 350          |
| 2004 | 1621     | 205          | 1004  | 305          |
| 2003 | 1633     | 202          | 0525  | 183          |
| 2002 | 2133     | 255          | ---   | ---          |
| 2001 | 2906     | 357          | ---   | ---          |
| 2000 | 1870     | 241          | ---   | ---          |
| 1999 | 1563     | 141          | ---   | ---          |
| 1998 | 1996     |              | ---   | ---          |
| 1997 | 2015     | 236          | ---   | ---          |